# Windfall City
Windfall City é uma cidade  localizada no estado americano de Indiana, no Condado de Tipton.

## Demografia
Segundo o censo americano de 2000, a sua população era de 712 habitantes.
Em 2006, foi estimada uma população de 685, um decréscimo de 27 (-3.8%).

## Geografia
De acordo com o United States Census Bureau tem uma área de
0,8 km², dos quais 0,8 km² cobertos por terra e 0,0 km² cobertos por água.

## Localidades na vizinhança
O diagrama seguinte representa as localidades num raio de 16 km ao redor de Windfall City.